# Tadjenanet
Tadjenanet (em árabe: تاجنانت) é uma cidade e comuna localizada na província de Mila, Argélia. Segundo o censo de 2008, a população total da cidade era de 62 000 habitantes.